# Бос, Виллем Хендрик ван ден
Виллем Хендрик ван ден Бос (нидерл. Willem Hendrik van den Bos, 1896 − 1974) — нидерландско-южноафриканский астроном.

## Биография
Родился в Роттердаме, окончил Лейденский университет. В 1921—1925 работал в Лейденской обсерватории, с 1925 — в Йоханнесбургской обсерватории в Южной Африке (в 1941—1956 — директор). После ухода в отставку продолжал вести наблюдения в Йоханнесбурге, затем в США (до 1966).
Основные труды в области изучения двойных звезд. Выполнил с высокой точностью более 70 000 микрометрических измерений, открыл 2895 новых двойных звезд. Является одним из авторов известного Каталога двойных звезд (1953). Разработал один из методов вычисления орбит двойных звезд, вычислил орбиты более 100 пар.
Президент Астрономического общества Южной Африки (1943, 1955).
Медаль Гилла Астрономического общества Южной Африки, Золотая медаль Датской королевской АН.
В его честь назван кратер на Луне и астероид № 1663.